# Yucatalana robustispina
Yucatalana robustispina este o specie de crustacee care aparține genului Yucatalana, familia Cirolanidae. Specia, endemică în Yucatan, a fost descrisă în 1999 de Lazăr Botoșăneanu și Thomas M. Iliffe.